# Psychotria piresii
Psychotria piresii är en måreväxtart som beskrevs av Julian Alfred Steyermark. Psychotria piresii ingår i släktet Psychotria och familjen måreväxter. Inga underarter finns listade i Catalogue of Life.